# Maytenus magellanica
Espèce

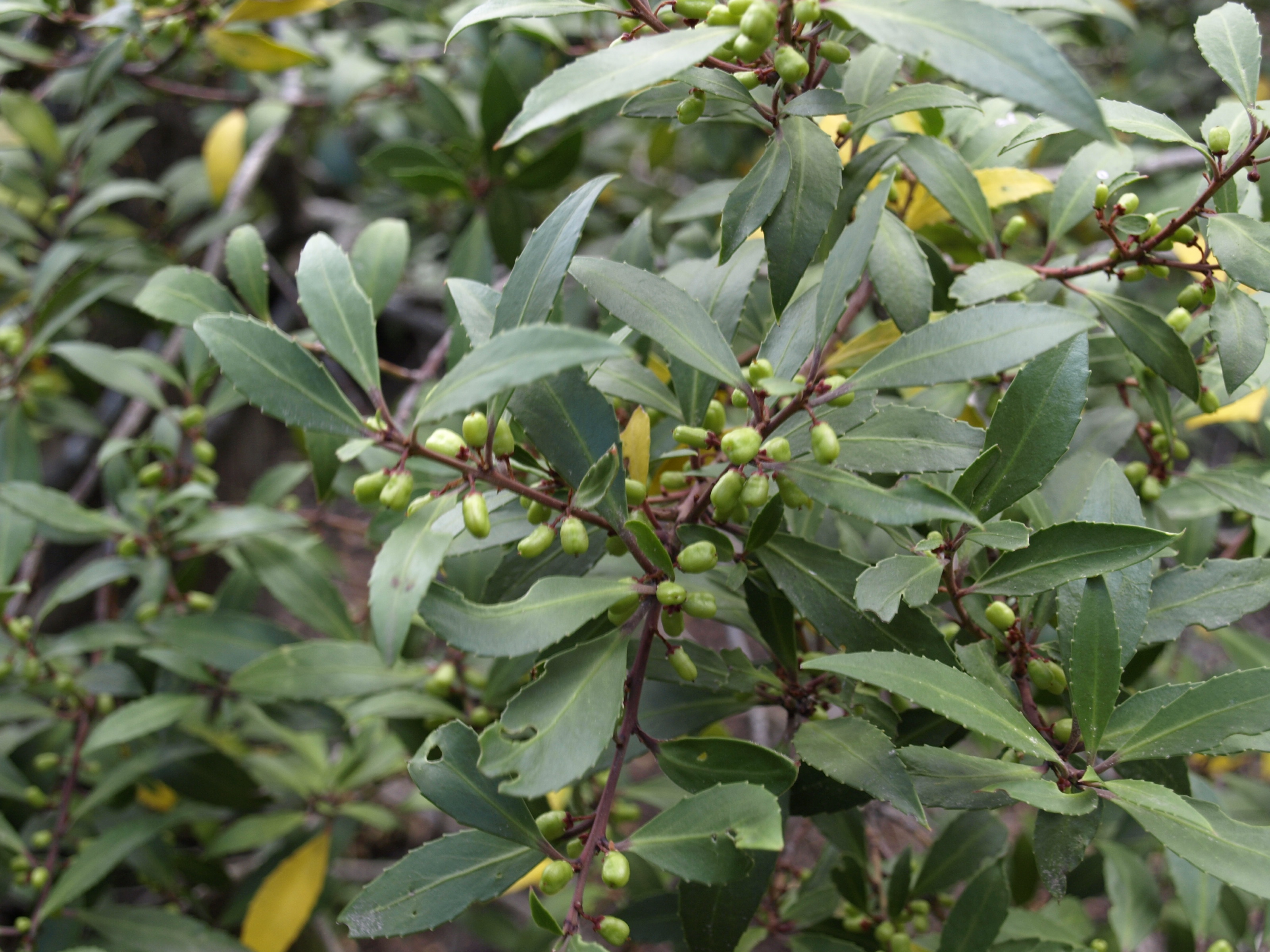

Maytenus magellanica est une espèce du genre Maytenus appartenant à la famille des Celastraceae. Son nom commun au Chili et en Argentine est « Maitén ».